# Famous (sång)
Famous är en låt av den svenska popgruppen Play, hämtad från albumet Under My Skin. Det är den enda nummer ett-singeln för gruppen på den Sverigetopplistan, och deras enda topp 10-hit sedan gruppen startade 2001.

## Låtlista
Digital nedladdning
1. "Famous" – 2:52
2. "Girls" – 3:12

CD-singel
1. "Famous" (radioversion) – 2:52